# NBA 2015/16
Die NBA-Saison 2015/16 stellte die 70. Spielzeit der National Basketball Association dar. Meister wurden zum ersten Mal die Cleveland Cavaliers, die sich im Finale gegen den Titelverteidiger Golden State Warriors durchsetzen konnten.
Die Hauptrunde („Regular Season“) begann am 27. Oktober 2015 im United Center, der Heimstätte der Chicago Bulls, mit dem Spiel gegen die Cleveland Cavaliers. Wenige Stunden später folgte das Spiel zwischen den Golden State Warriors, dem aktuellen Meister, und den New Orleans Pelicans. Am 25. Dezember, dem Ersten Weihnachtsfeiertag, waren fünf Spiele angesetzt, darunter mit den Cleveland Cavaliers gegen die Golden State Warriors eine Neuauflage der Finals der vorherigen Saison. Das All-Star Game fand am 14. Februar 2016 im Air Canada Centre in Toronto statt. Die Regular Season endete am 13. April 2016, woraufhin ab dem 16. April 2016 die Playoffs ausgetragen wurden.

## Off-Season

### Besitzerwechsel
- Die Atlanta Hawks wurden von einer mehrköpfigen Investorengruppe um den Milliardär Antony Ressler und den früheren NBA All-Star Grant Hill gekauft. Sie erhielten bereits im April 2015 den Zuschlag. Dabei wurde das Team für 850 Millionen Dollar verkauft.[3]

### Karriereenden
- Shawn Marion beendete seine Karriere am 18. Juni 2015, nachdem er das Finale mit den Cleveland Cavaliers gegen die Golden State Warriors verloren hatte.[4]
- Andrei Kirilenko, der zuletzt in Russland gespielt hatte, schloss zunächst ein Comeback in der NBA aus und beendete seine Karriere am 23. Juni 2015 endgültig.[5]
- Kenyon Martin, einstiger First Pick und NBA All-Star, verkündete am 2. Juli 2015 nicht mehr auf den Court zurückzukehren.[6]
- Auch der First Pick des NBA Draft 1999 Elton Brand von den Atlanta Hawks beendete nach 16 Jahren seine Karriere; das gab der ehemalige All-Star Power Forward am 11. August 2015 bekannt.[7] Anfang Januar 2016 wurde Brand jedoch von seinem alten Club, den Philadelphia 76ers, unter Vertrag genommen. Er spielte jedoch zunächst nicht, sondern wurde vor allem als „Mentor“ für das junge Sixers-Team geholt.[8] Im späteren Verlauf der Saison kam er jedoch auch zum aktiven Einsatz, wodurch sein Rücktritt beendet war.
- Jason Richardson von den Atlanta Hawks beendete nach 14 Spielzeiten überraschend seine Karriere. Richardson hatte erst im August einen Einjahresvertrag bei den Hawks unterschrieben. Zu seinen größten Erfolgen zählt der zweimalige Gewinn des Slam-Dunk-Contest im Rahmen des NBA All-Star Game.[9]

### Trainerwechsel
- Die Chicago Bulls trennten sich von Headcoach Tom Thibodeau. Sein Nachfolger wird Fred Hoiberg, welcher bereits zwischen 1999 und 2003 für die Bulls als Spieler auflief und zuletzt die Iowa State Cyclones trainierte.[10]
- Auch die Oklahoma City Thunder trennten sich von ihrem Headcoach Scott Brooks. Billy Donovan, der zuvor die Florida Gators zu zwei NCAA-Meisterschaften geführt hatte, wurde als sein Nachfolger bestimmt.[11]
- Alvin Gentry beerbt Monty Williams als Headcoach der New Orleans Pelicans. Gentry, der in der vergangenen Saison als Assistenztrainer von Steve Kerr mit den Golden State Warriors die Meisterschaft gewann, betreute als Übungsleiter schon die Miami Heat, die Detroit Pistons, die Los Angeles Clippers sowie die Phoenix Suns.[12]
- Scott Skiles wird zum neuen Headcoach der Orlando Magic ernannt. Skiles hatte zuvor schon die Phoenix Suns, die Milwaukee Bucks und die Chicago Bulls trainiert.[13]
- Die Denver Nuggets verpflichteten Michael Malone als neuen Cheftrainer. Malone wurde in der vergangenen Saison von den Sacramento Kings entlassen und durch George Karl ersetzt.[14]
- Die Minnesota Timberwolves gaben am 24. Oktober bekannt, dass ihr Headcoach Flip Saunders aufgrund seines Krebsleidens nach der Vorbereitungsphase auch die Hauptrunde verpassen wird. Einen Tag später verstarb Flip Saunders im Alter von 60 Jahren. Sein Nachfolger wurde sein bisheriger Co-Trainer Sam Mitchell.[15]

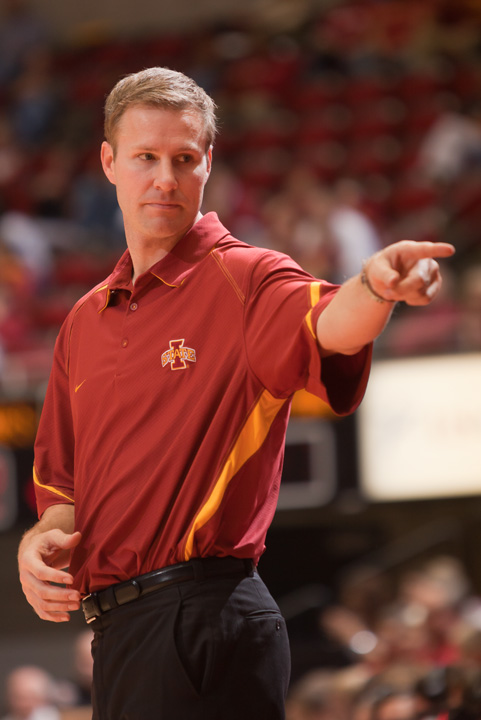
Fred Hoiberg
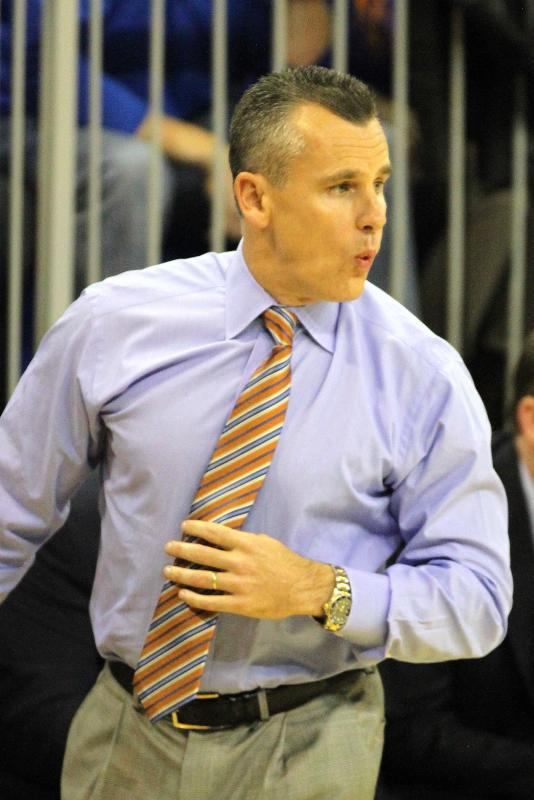
Billy Donovan
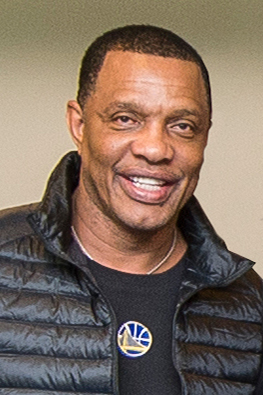
Alvin Gentry
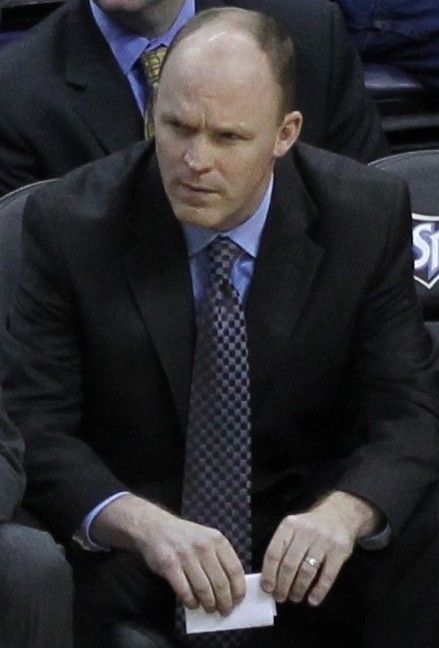
Scott Skiles
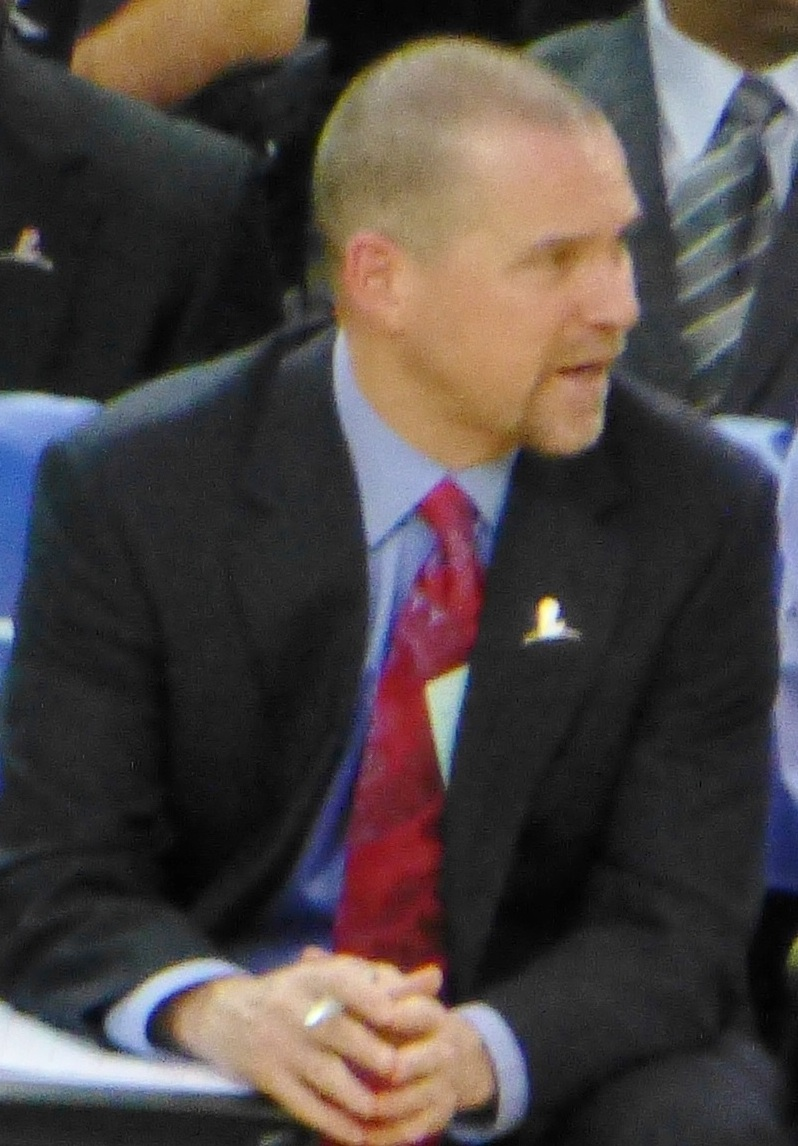
Michael Malone

### NBA-Draft
Der NBA-Draft 2015 fand am 25. Juni 2015 im Barclays Center in Brooklyn, New York statt. Vor Beginn des Drafts galten die beiden Center Jahlil Okafor und Karl-Anthony Towns als Topfavoriten auf den First Pick.

### Spielerwechsel
Vereinswechsel beginnen in der Regel mit der Trade-Phase, in der die Verträge der Spieler unter den Teams getauscht werden. Am 1. Juli 2015 begann die Free-Agency-Phase, in der Spieler, deren Vertrag ausgelaufen ist oder nicht verlängert wurde, mit den Teams verhandeln konnten. Dabei konnten sie entweder einen neuen Vertrag bei ihrem aktuellen Verein unterschreiben oder ab dem 9. Juli 2015 einen Vertrag mit einem anderen Team unterzeichnen. Die meistdiskutierten Spielerwechsel sind:
- LaMarcus Aldridge wechselte nach neun Jahren von den Portland Trail Blazers in seine texanische Heimat zu den San Antonio Spurs.[16]
- Tyson Chandler verließ die Dallas Mavericks nach nur einem Jahr und schloss sich den Phoenix Suns an.[17]
- Auch Monta Ellis verließ die Mavericks und wechselte zu den Indiana Pacers.[18]
- Point Guard Rajon Rondo beendete sein Intermezzo mit den Mavericks nach nur einem halben Jahr, um sich den Sacramento Kings anzuschließen.[19]
- Free Agent Greg Monroe verließ die Pistons in Richtung Milwaukee Bucks.[20]

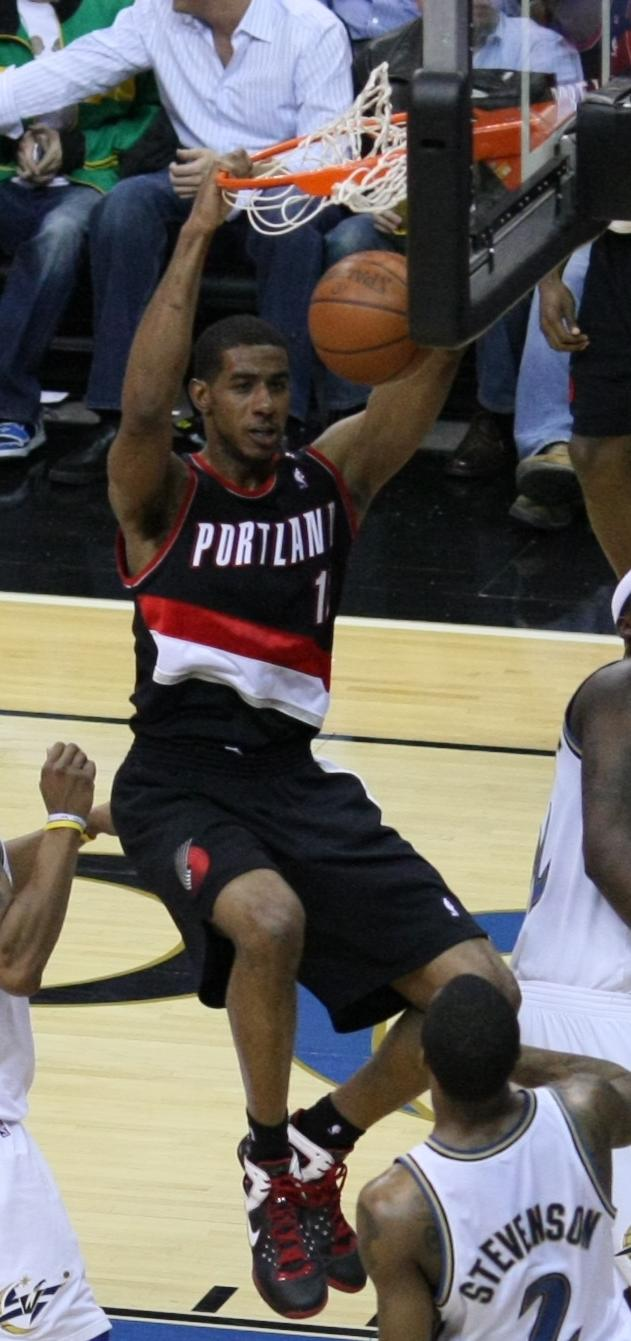
LaMarcus Aldridge
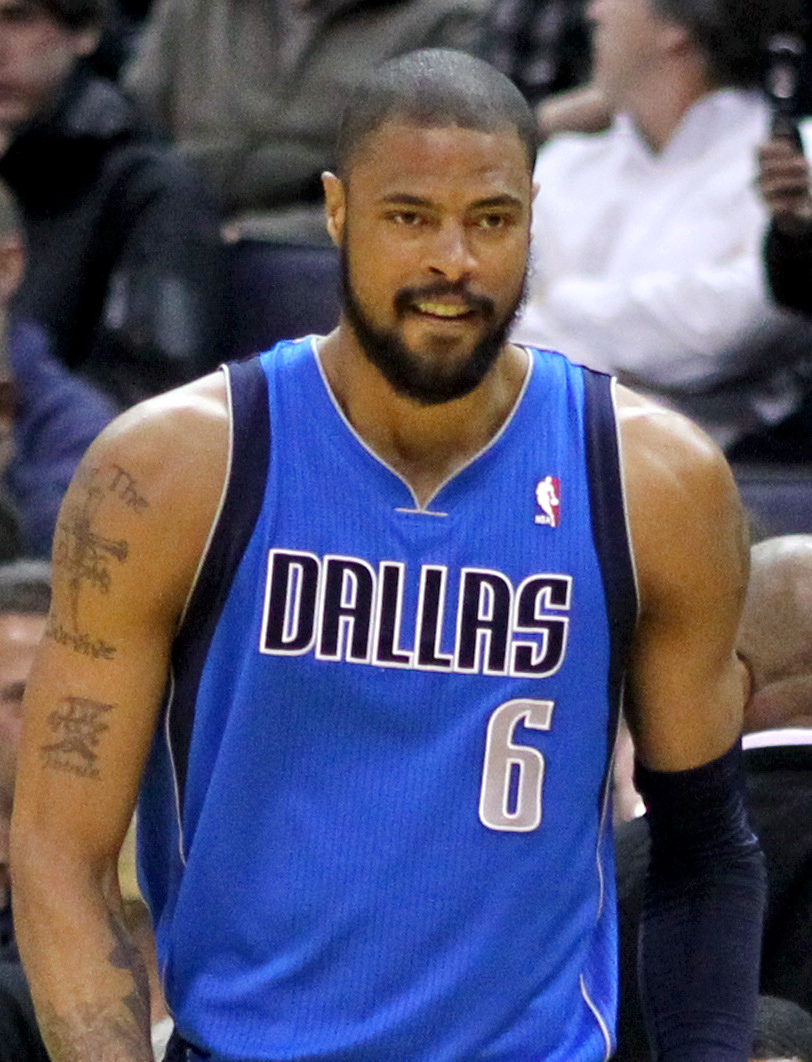
Tyson Chandler
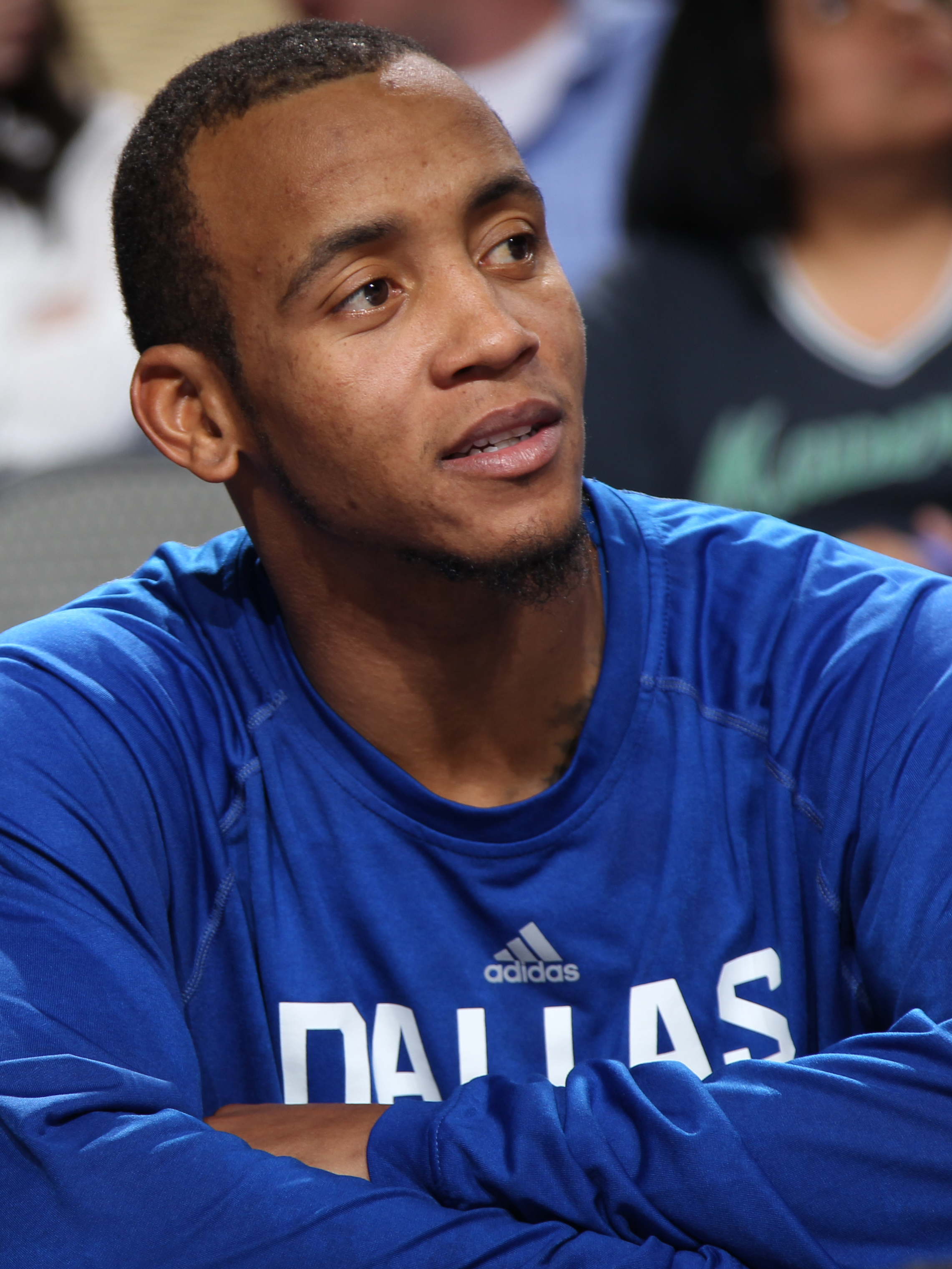
Monta Ellis
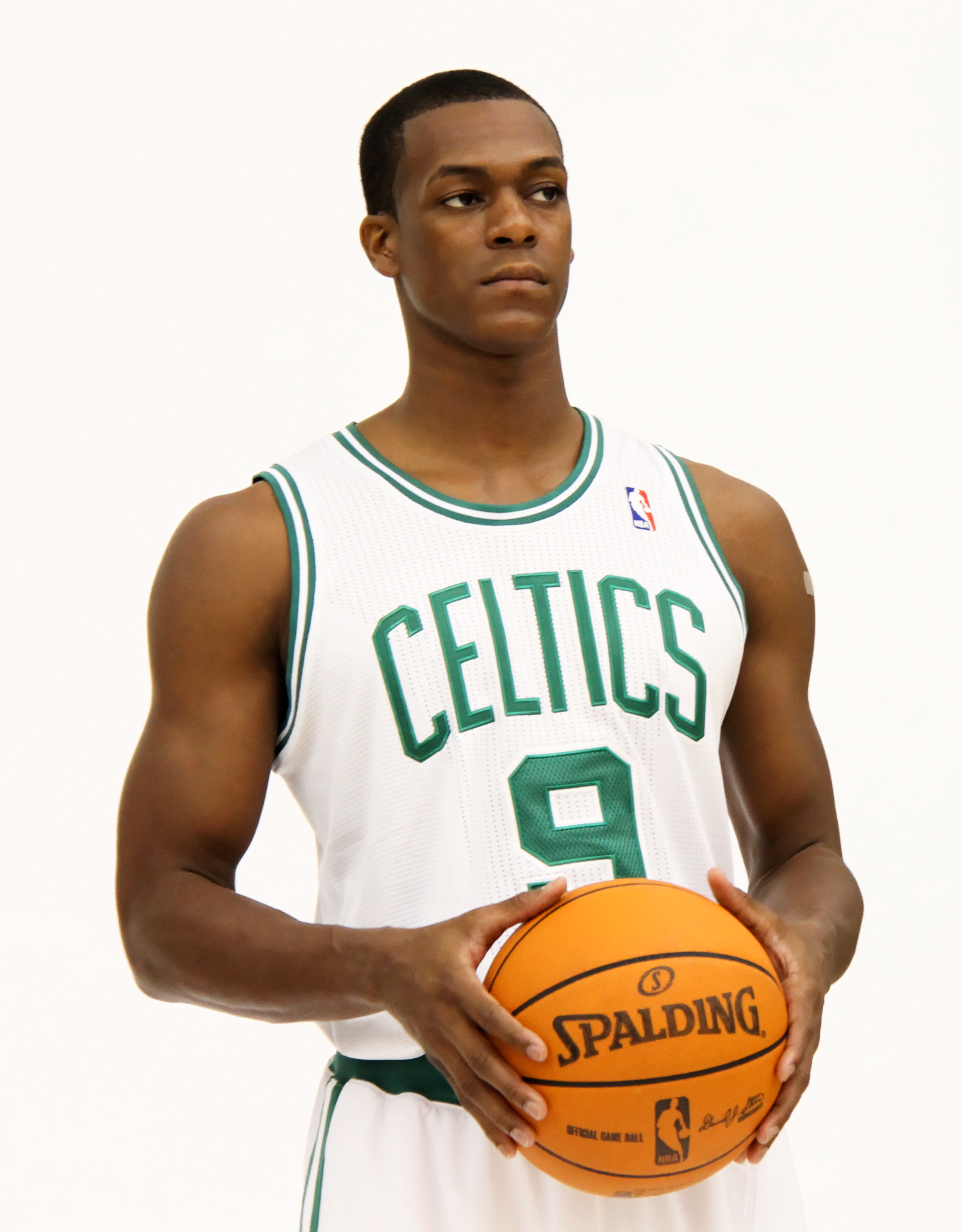
Rajon Rondo
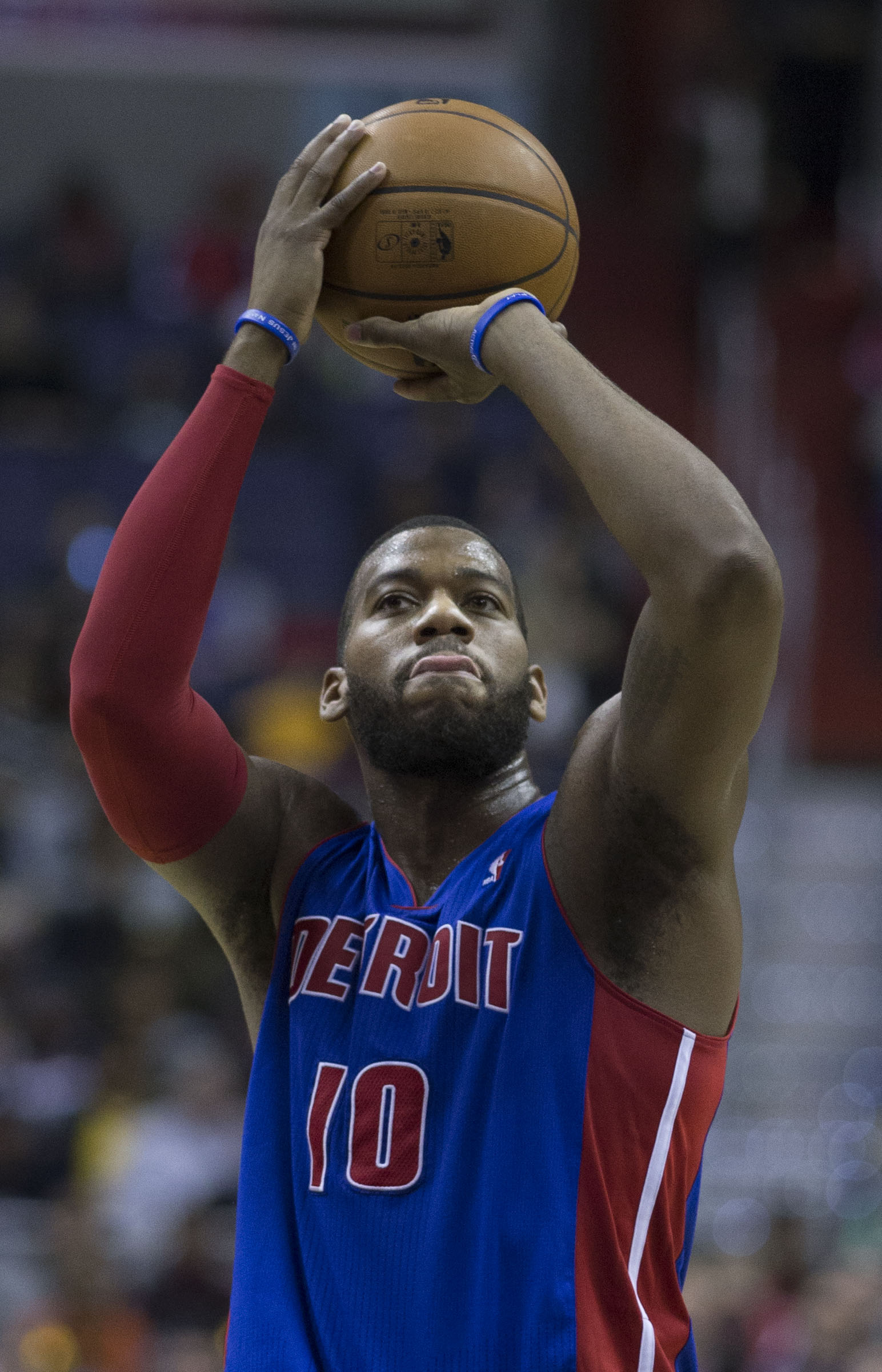
Greg Monroe

### Vertragsverlängerungen und -erneuerungen
Die meistdiskutierten Vertragsverlängerungen in der Off-Season 2015 waren:
- LeBron James unterschrieb einen neuen Zweijahresvertrag mit Spieleroption im zweiten Jahr bei den Cleveland Cavaliers, nachdem er zuvor aus seinem Vertrag ausgestiegen war.[21]
- Die Vertragserneuerung von DeAndre Jordan bei den Los Angeles Clippers sorgte für besonders viel Aufsehen, da der Center als vertragsloser Spieler den Dallas Mavericks zunächst eine mündliche Zusage gab, jedoch weiterhin von den Clippers umworben wurde und schließlich doch einen neuen Vertrag bei den Clippers unterschrieb, angeblich ohne die Mavericks über sein Vorhaben zu informieren.[22][23]
- Kevin Love, der ebenfalls aus seinem Vertrag ausgestiegen war, blieb den Cleveland Cavaliers treu und unterzeichnete einen neuen Fünfjahresvertrag.[24]
- Tim Duncan verlängerte seinen ausgelaufenen Vertrag bei den San Antonio Spurs um zwei Jahre.[25]
- Power Forward Anthony Davis verlängerte seinen 2016 auslaufenden Vertrag bei den New Orleans Pelicans vorzeitig um fünf Jahre.[26]
- All-Star Point Guard Damian Lillard verlängerte ebenfalls vorzeitig seinen Vertrag bei den Portland Trail Blazers um fünf Jahre bis 2021.[27]
- Point Guard Reggie Jackson von den Detroit Pistons unterzeichnete einen neuen Fünfjahresvertrag über 80 Millionen US-Dollar.[28]
- Die Memphis Grizzlies und ihr Center Marc Gasol einigten sich auf einen neuen Fünfjahresvertrag über 110 Millionen US-Dollar.[29]

## Hauptrunde („Regular Season“)
Die Hauptrunde begann am 27. Oktober 2015 im United Center mit dem Spiel der Chicago Bulls gegen die Cleveland Cavaliers. Zeitgleich fand in der Philips Arena das Spiel der Atlanta Hawks und der Detroit Pistons statt. Wenig später startete der amtierende Meister in die Saison, als die Golden State Warriors zuhause in der Oracle Arena die New Orleans Pelicans empfingen.

### Endstände
DR = Divisionranking, CR = Conferenceranking, S = Siege, N = Niederlagen, PCT = prozentualer Sieganteil
| Eastern Conference |    |      |                     |    |    |       |
| Atlantic Division  |    |      |                     |    |    |       |
| DR                 | CR | Team | Team                | S  | N  | PCT   |
| 1                  | 2  |      | Toronto Raptors     | 56 | 26 | 0.683 |
| 2                  | 5  |      | Boston Celtics      | 48 | 34 | 0.585 |
| 3                  | 13 |      | New York Knicks     | 32 | 50 | 0.390 |
| 4                  | 14 |      | Brooklyn Nets       | 21 | 61 | 0.256 |
| 5                  | 15 |      | Philadelphia 76ers  | 10 | 72 | 0.122 |
| Central Division   |    |      |                     |    |    |       |
| DR                 | CR | Team | Team                | S  | N  | PCT   |
| 1                  | 1  |      | Cleveland Cavaliers | 57 | 25 | 0.695 |
| 2                  | 7  |      | Indiana Pacers      | 45 | 37 | 0.549 |
| 3                  | 8  |      | Detroit Pistons     | 44 | 38 | 0.537 |
| 4                  | 9  |      | Chicago Bulls       | 42 | 40 | 0.512 |
| 5                  | 12 |      | Milwaukee Bucks     | 33 | 49 | 0.402 |
| Southeast Division |    |      |                     |    |    |       |
| DR                 | CR | Team | Team                | S  | N  | PCT   |
| 1                  | 3  |      | Miami Heat          | 48 | 34 | 0.585 |
| 2                  | 4  |      | Atlanta Hawks       | 48 | 34 | 0.585 |
| 3                  | 6  |      | Charlotte Hornets   | 48 | 34 | 0.585 |
| 4                  | 10 |      | Washington Wizards  | 41 | 41 | 0.500 |
| 5                  | 11 |      | Orlando Magic       | 35 | 47 | 0.427 |

| Western Conference |    |      |                        |    |    |       |
| Northwest Division |    |      |                        |    |    |       |
| DR                 | CR | Team | Team                   | S  | N  | PCT   |
| 1                  | 3  |      | Oklahoma City Thunder  | 55 | 27 | 0.671 |
| 2                  | 5  |      | Portland Trail Blazers | 44 | 38 | 0.537 |
| 3                  | 9  |      | Utah Jazz              | 40 | 42 | 0.488 |
| 4                  | 11 |      | Denver Nuggets         | 33 | 49 | 0.402 |
| 5                  | 13 |      | Minnesota Timberwolves | 29 | 53 | 0.354 |
| Pacific Division   |    |      |                        |    |    |       |
| DR                 | CR | Team | Team                   | S  | N  | PCT   |
| 1                  | 1  |      | Golden State Warriors  | 73 | 9  | 0.890 |
| 2                  | 4  |      | Los Angeles Clippers   | 53 | 29 | 0.646 |
| 3                  | 10 |      | Sacramento Kings       | 33 | 49 | 0.402 |
| 4                  | 14 |      | Phoenix Suns           | 23 | 59 | 0.280 |
| 5                  | 15 |      | Los Angeles Lakers     | 17 | 65 | 0.207 |
| Southwest Division |    |      |                        |    |    |       |
| DR                 | CR | Team | Team                   | S  | N  | PCT   |
| 1                  | 2  |      | San Antonio Spurs      | 67 | 15 | 0.817 |
| 2                  | 6  |      | Dallas Mavericks       | 42 | 40 | 0.512 |
| 3                  | 7  |      | Memphis Grizzlies      | 42 | 40 | 0.512 |
| 4                  | 8  |      | Houston Rockets        | 41 | 41 | 0.500 |
| 5                  | 12 |      | New Orleans Pelicans   | 30 | 52 | 0.366 |

Der Gewinner der Division ist automatisch für die Playoffs qualifiziert. Im Gegensatz zum Vorjahr sind die Sieger der Division nicht mehr mindestens an Platz 4 gesetzt.

### Western Conference
Mit dem Sieg gegen die Denver Nuggets am 22. November, ihrem 15. der laufenden Saison, stellten die amtierenden Meister Golden State Warriors den NBA-Rekord für die meisten Siege zu Beginn der Saison ein. Sie wurden während dieser Serie von Interims-Trainer Luke Walton trainiert, weil ihr Head Coach Steve Kerr sich von einer Rücken-OP erholte. Am 12. Dezember handelten die Milwaukee Bucks den Warriors in deren 25. Spiel die erste Saison-Niederlage ein. Im Spiel gegen die New York Knicks am 16. Dezember kam Ricky Rubio einem Quadruple-Double sehr nahe – er beendete das Spiel mit 9 Punkten, 10 Rebounds, 12 Assists und 8 Steals. Nach der Hälfte der Saison hatten zwei Mannschaften – die Warriors und die San Antonio Spurs – jeweils mindestens 35 Siege. Dies war das erste Mal in der Liga-Geschichte, dass zwei Mannschaften in ihren ersten 41 Spielen so viele Siege einfuhren. Im Finals-Rematch am Martin Luther King Day zwischen den Warriors und den Cleveland Cavaliers gewannen die amtierenden Meister in Cleveland überraschend deutlich mit 132:98. Es war die höchste Heimniederlage in LeBron James’ Karriere. Am 25. Januar 2016 kam es zur ersten Saison-Begegnung zwischen den beiden „historisch guten“ Mannschaften der Warriors und der Spurs. Die Warriors gewannen gegen die ohne Tim Duncan spielenden Spurs überraschend deutlich mit 120:90. Am selben Tag warf DeMarcus Cousins im Spiel gegen die Charlotte Hornets 56 Punkte, was das beste Einzelergebnis der laufenden Saison war. Einen Monat später wurde Cousins’ Ergebnis von Anthony Davis überboten, der im Spiel gegen die Detroit Pistons 59 Punkte und 20 Rebounds erreichte. Bis zum All-Star-Break Mitte Februar zeichnete sich die Tabellensituation relativ deutlich ab: mit den Warriors, Spurs und Oklahoma City Thunder belegten drei Teams mit deutlichem Vorsprung die Spitzenplätze, während die enttäuschenden Houston Rockets sowie die Überraschungsteams aus Utah und Portland sich ein Rennen um die Play-offs lieferten. Am 27. Februar schafften es die Warriors, sich für die Play-offs zu qualifizieren – sie siegten in einem Verlängerungsspiel gegen die Thunder mit 121:118, während die neuntplatzierten Rockets am selben Abend gegen die Spurs verloren. Stephen Curry traf in dem Spiel 12 Dreier (NBA-Rekord). Am 19. März revanchierten sich die Spurs für ihre Niederlage gegen die Warriors vom Januar und gewannen mit 87:79. Damit haben die beiden Mannschaften die meisten Regular-Season-Heimsiegen in Folge mit Warriors 50, Spurs 45 (Stand: 23. März). Allerdings verloren die Spurs zwei Tage später in Charlotte in einem Spiel, in dem sie einen 23-Vorsprung verspielten, was Gregg Popovichs negativen Rekord darstellte. Die Heim-Serie der Warriors endete am 1. April nach 54 Siegen in Folge mit einer Niederlage gegen die Boston Celtics. Die Serie der Spurs dauerte bis zum erneuten Aufeinandertreffen der beiden Mannschaften an – am 10. April gewannen die Warriors in San Antonio mit 92:86, es war die erste Heimniederlage der Spurs im 40. Saisonspiel. Gleichzeitig stellten die Warriors damit den Rekord der Chicago Bulls aus der Saison 95/96 für die meisten Saisonsiege (72) ein. Am letzten Spieltag schafften es die Warriors noch, mit einem Sieg gegen die Memphis Grizzlies mit 73 Regular-Season-Siegen einen neuen Rekord aufzustellen. Am selben Tag warf Kobe Bryant im letzten Spiel seiner Karriere gegen die Utah Jazz 60 Punkte.

### Eastern Conference
Nachdem sie zu Beginn der Saison 2014/15 17 Niederlagen in Folge verzeichneten, starteten die Philadelphia 76ers mit 18 Niederlagen in die neue Saison. Da sie am Ende der vergangenen Saison die letzten 10 Spiele verloren hatten, betrug die negative Serie de facto 28 Spiele. Erst in ihrem 19. Spiel konnten sich die Sixers gegen die Los Angeles Lakers erfolgreich durchsetzen. Über lange Zeit war die Tabellensituation in der Eastern Conference sehr ausgeglichen – zwar setzten sich die Cleveland Cavaliers und dann auch die Toronto Raptors relativ bald recht deutlich von den anderen Mannschaften ab, doch auf den Plätzen 3–11 kam es zu ständigen Rotationen. Dabei gab es sowohl positive als auch negative Überraschungsteams, insbesondere die Boston Celtics, die lange den 3. Platz in der Konferenz belegten, sowie die Milwaukee Bucks, die vor allem in der ersten Saisonhälfte enttäuschten.

### Trainerwechsel
- Am 18. November trennten sich die Houston Rockets von Headcoach Kevin McHale. Sein Nachfolger wird vorübergehend sein Assistant Coach J.B. Bickerstaff.[45]
- Am 10. Januar 2016 trennten sich die Brooklyn Nets von Headcoach Lionel Hollins.[46]
- Am 22. Januar 2016 entließen die Cleveland Cavaliers Headcoach David Blatt. Sein Nachfolger wurde sein bisheriger Co-Trainer Tyronn Lue.[47]
- Am 31. Januar wurde Jeff Hornacek von den Phoenix Suns entlassen.[48] Zu seinem Nachfolger wurde sein bisheriger Assistent Earl Watson ernannt (als Interims-Trainer).[49]
- Am 8. Februar wurde Derek Fisher von den New York Knicks entlassen. Zum Interims-Trainer wurde sein bisheriger Assistent Kurt Rambis ernannt.[50]

### Monatliche Auszeichnungen
Zu den Ausgezeichneten dieser regulären Saison gehörten:
| Monat    | Rookie (EAST)      | Rookie (WEST)      | Spieler (EAST)           | Spieler (WEST)                 | Coach (EAST)   | Coach (WEST)   |
| -------- | ------------------ | ------------------ | ------------------------ | ------------------------------ | -------------- | -------------- |
| November | Kristaps Porziņģis | Karl-Anthony Towns | Paul George              | Stephen Curry                  | David Blatt    | Luke Walton    |
| Dezember | Kristaps Porziņģis | Karl-Anthony Towns | John Wall                | Russell Westbrook Kevin Durant | Scott Skiles   | Gregg Popovich |
| Januar   | Kristaps Porziņģis | Karl-Anthony Towns | Kyle Lowry DeMar DeRozan | Kevin Durant                   | Dwane Casey    | Doc Rivers     |
| Februar  | Myles Turner       | Karl-Anthony Towns | LeBron James             | Stephen Curry                  | Brad Stevens   | Terry Stotts   |
| März     | Josh Richardson    | Karl-Anthony Towns | LeBron James             | Russell Westbrook              | Steve Clifford | Steve Kerr     |
| April    | Norman Powell      | Karl-Anthony Towns | LeBron James             | James Harden                   | Frank Vogel    | Doc Rivers     |

## Playoffs
Alle Play-off-Runden wurden im Best-of-Seven-Modus gespielt.
|  | Erste Runde | Erste Runde            | Erste Runde           |                        |                       | Conference Semifinals | Conference Semifinals | Conference Semifinals |  |  | Conference Finals | Conference Finals | Conference Finals |  |  | NBA Finals | NBA Finals | NBA Finals |
|  |             |                        |                       |                        |                       |                       |                       |                       |  |  |                   |                   |                   |  |  |            |            |            |
|  | 1           | Cleveland Cavaliers    | 4                     |                        |                       |                       |                       |                       |  |  |                   |                   |                   |  |  |            |            |            |
|  | 8           | Detroit Pistons        | 0                     |                        |                       |                       |                       |                       |  |  |                   |                   |                   |  |  |            |            |            |
|  | 8           | Detroit Pistons        | 0                     | 1                      | Cleveland Cavaliers   | 4                     |                       |                       |  |  |                   |                   |                   |  |  |            |            |            |
|  |             |                        |                       | 1                      | Cleveland Cavaliers   | 4                     |                       |                       |  |  |                   |                   |                   |  |  |            |            |            |
|  |             |                        | 4                     | Atlanta Hawks          | 0                     |                       |                       |                       |  |  |                   |                   |                   |  |  |            |            |            |
|  | 4           | Atlanta Hawks          | 4                     | Atlanta Hawks          | 0                     | 4                     |                       |                       |  |  |                   |                   |                   |  |  |            |            |            |
|  | 4           | Atlanta Hawks          |                       |                        |                       | 4                     |                       |                       |  |  |                   |                   |                   |  |  |            |            |            |
|  | 5           | Boston Celtics         | 2                     |                        |                       |                       |                       |                       |  |  |                   |                   |                   |  |  |            |            |            |
|  | 5           | Boston Celtics         | 2                     | 1                      | Cleveland Cavaliers   | 4                     |                       |                       |  |  |                   |                   |                   |  |  |            |            |            |
|  |             |                        |                       | 1                      | Cleveland Cavaliers   | 4                     | Eastern Conference    |                       |  |  |                   |                   |                   |  |  |            |            |            |
|  |             | 2                      | Toronto Raptors       | 2                      |                       |                       |                       |                       |  |  |                   |                   |                   |  |  |            |            |            |
|  | 2           | 2                      | Toronto Raptors       | 2                      | Toronto Raptors       | 4                     |                       |                       |  |  |                   |                   |                   |  |  |            |            |            |
|  | 2           |                        |                       |                        | Toronto Raptors       | 4                     |                       |                       |  |  |                   |                   |                   |  |  |            |            |            |
|  | 7           | Indiana Pacers         | 3                     |                        |                       |                       |                       |                       |  |  |                   |                   |                   |  |  |            |            |            |
|  | 7           | Indiana Pacers         | 3                     | 2                      | Toronto Raptors       | 4                     |                       |                       |  |  |                   |                   |                   |  |  |            |            |            |
|  |             |                        |                       | 2                      | Toronto Raptors       | 4                     |                       |                       |  |  |                   |                   |                   |  |  |            |            |            |
|  |             |                        | 3                     | Miami Heat             | 3                     |                       |                       |                       |  |  |                   |                   |                   |  |  |            |            |            |
|  | 3           | Miami Heat             | 3                     | Miami Heat             | 3                     | 4                     |                       |                       |  |  |                   |                   |                   |  |  |            |            |            |
|  | 3           | Miami Heat             |                       |                        |                       |                       |                       |                       |  |  |                   |                   |                   |  |  |            |            |            |
|  | 6           | Charlotte Hornets      | 3                     |                        |                       |                       |                       |                       |  |  |                   |                   |                   |  |  |            |            |            |
|  | 6           | Charlotte Hornets      | 3                     | 1                      | Cleveland Cavaliers   | 4                     |                       |                       |  |  |                   |                   |                   |  |  |            |            |            |
|  |             |                        |                       |                        |                       |                       |                       |                       |  |  |                   |                   |                   |  |  |            |            |            |
|  |             | 1                      | Golden State Warriors | 3                      |                       |                       |                       |                       |  |  |                   |                   |                   |  |  |            |            |            |
|  | 1           | 1                      | Golden State Warriors | 3                      | Golden State Warriors | 4                     |                       |                       |  |  |                   |                   |                   |  |  |            |            |            |
|  | 1           |                        |                       |                        | Golden State Warriors | 4                     |                       |                       |  |  |                   |                   |                   |  |  |            |            |            |
|  | 8           | Houston Rockets        | 1                     |                        |                       |                       |                       |                       |  |  |                   |                   |                   |  |  |            |            |            |
|  | 8           | Houston Rockets        | 1                     | 1                      | Golden State Warriors | 4                     |                       |                       |  |  |                   |                   |                   |  |  |            |            |            |
|  |             |                        |                       | 1                      | Golden State Warriors | 4                     |                       |                       |  |  |                   |                   |                   |  |  |            |            |            |
|  |             |                        | 5                     | Portland Trail Blazers | 1                     |                       |                       |                       |  |  |                   |                   |                   |  |  |            |            |            |
|  | 4           | Los Angeles Clippers   | 5                     | Portland Trail Blazers | 1                     | 2                     |                       |                       |  |  |                   |                   |                   |  |  |            |            |            |
|  | 4           | Los Angeles Clippers   |                       |                        |                       | 2                     |                       |                       |  |  |                   |                   |                   |  |  |            |            |            |
|  | 5           | Portland Trail Blazers | 4                     |                        |                       |                       |                       |                       |  |  |                   |                   |                   |  |  |            |            |            |
|  | 5           | Portland Trail Blazers | 4                     | 1                      | Golden State Warriors | 4                     |                       |                       |  |  |                   |                   |                   |  |  |            |            |            |
|  |             |                        |                       | 1                      | Golden State Warriors | 4                     | Western Conference    |                       |  |  |                   |                   |                   |  |  |            |            |            |
|  |             | 3                      | Oklahoma City Thunder | 3                      |                       |                       |                       |                       |  |  |                   |                   |                   |  |  |            |            |            |
|  | 2           | 3                      | Oklahoma City Thunder | 3                      | San Antonio Spurs     | 4                     |                       |                       |  |  |                   |                   |                   |  |  |            |            |            |
|  | 2           |                        |                       |                        |                       |                       |                       |                       |  |  |                   |                   |                   |  |  |            |            |            |
|  | 7           | Memphis Grizzlies      | 0                     |                        |                       |                       |                       |                       |  |  |                   |                   |                   |  |  |            |            |            |
|  | 7           | Memphis Grizzlies      | 0                     | 2                      | San Antonio Spurs     | 2                     |                       |                       |  |  |                   |                   |                   |  |  |            |            |            |
|  |             |                        |                       | 2                      | San Antonio Spurs     | 2                     |                       |                       |  |  |                   |                   |                   |  |  |            |            |            |
|  |             |                        | 3                     | Oklahoma City Thunder  | 4                     |                       |                       |                       |  |  |                   |                   |                   |  |  |            |            |            |
|  | 3           | Oklahoma City Thunder  | 3                     | Oklahoma City Thunder  | 4                     | 4                     |                       |                       |  |  |                   |                   |                   |  |  |            |            |            |
|  | 3           | Oklahoma City Thunder  |                       |                        |                       |                       |                       |                       |  |  |                   |                   |                   |  |  |            |            |            |
|  | 6           | Dallas Mavericks       | 1                     |                        |                       |                       |                       |                       |  |  |                   |                   |                   |  |  |            |            |            |

## Saisonale Auszeichnungen
| - Most Valuable Player: Stephen Curry, Golden State Warriors - Defensive Player of the Year: Kawhi Leonard, San Antonio Spurs - Rookie of the Year: Karl-Anthony Towns, Minnesota Timberwolves | - Sixth Man of the Year: Jamal Crawford, Los Angeles Clippers - Most Improved Player: C. J. McCollum, Portland Trail Blazers - Coach of the Year: Steve Kerr, Golden State Warriors |

| Position des Spielers | All-NBA First Team | All-NBA Second Team | All-NBA Third Team | NBA All-Defensive First Team | NBA All-Defensive Second Team | All-NBA Rookie First Team | All-NBA Rookie Second Team |
| --------------------- | ------------------ | ------------------- | ------------------ | ---------------------------- | ----------------------------- | ------------------------- | -------------------------- |
| Forward               | LeBron James       | Kevin Durant        | Paul George        | Kawhi Leonard                | Paul Millsap                  | Karl-Anthony Towns        | Willie Cauley-Stein        |
| Forward               | Kawhi Leonard      | Draymond Green      | LaMarcus Aldridge  | Draymond Green               | Paul George                   | Kristaps Porzingis        | Myles Turner               |
| Center                | DeAndre Jordan     | DeMarcus Cousins    | Andre Drummond     | DeAndre Jordan               | Hassan Whiteside              | Jahlil Okafor             | Justise Winslow            |
| Guard                 | Stephen Curry      | Chris Paul          | Klay Thompson      | Avery Bradley                | Tony Allen                    | Nikola Jokić              | D’Angelo Russell           |
| Guard                 | Russell Westbrook  | Damian Lillard      | Kyle Lowry         | Chris Paul                   | Jimmy Butler                  | Devin Booker              | Emmanuel Mudiay            |

## Trivia

### Rücktritte
- Am 29. November 2015 kündigte Kobe Bryant an, dass er nach der Saison 2015/16 seine Karriere beenden würde.[57]

### Meilensteine
- LeBron James wurde zweiter Spieler nach Oscar Robertson, der in den Top-25-Listen der meisten Karriere-Punkte und -Assists ist.[58]
- Chris Paul wurde der 15. Spieler, der mehr als 7000 Karriere-Assists vorweisen kann. Er hat auch den drittbesten Karriereschnitt (9,9 Assists pro Spiel), übertroffen nur von Magic Johnson und John Stockton.[58]
- Am 11. Dezember überholte Kevin Garnett beim Spiel gegen die Denver Nuggets Karl Malone und ist nun der beste Defensivrebounder in der NBA-Geschichte.[59] Allerdings werden Defensivrebounds erst seit der Saison 1973/74 statistisch erfasst, sodass die zwei besten Rebounder der Liga-Geschichte, Wilt Chamberlain und Bill Russell, nur über einen Teil ihrer Karrieren in dieser Statistik erfasst wurden.[58]
- Ebenfalls am 11. Dezember gelang Draymond Green als 9. Spieler ein Five-by-Five. Im Gastspiel der Warriors bei den Celtics sammelte Green 24 Punkte, 11 Rebounds, 8 Assists, 5 Steals und 5 Blocks.[60]
- Mit dem Sieg gegen die Utah Jazz am 14. Dezember überholte Gregg Popovich Rick Adelman und rückte auf den achten Platz auf der Liste der NBA-Trainer mit den meisten Karriere-Siegen vor.
- Am 23. Dezember überholte Dirk Nowitzki beim Gastspiel seiner Dallas Mavericks gegen die Brooklyn Nets NBA-Legende Shaquille O’Neal in der All-Time Scoring Liste der NBA. Vor der neuen Nummer 6 Nowitzki liegen nur noch Kareem Abdul-Jabbar, Karl Malone, Kobe Bryant, Michael Jordan und Wilt Chamberlain.
- Beim 142:119-Sieg seiner Kings über die Phoenix Suns am 2. Januar 2016 zog George Karl mit Phil Jackson gleich auf der Liste der NBA-Trainer mit den meisten Karriere-Siegen. Sie belegten zu dem Zeitpunkt gemeinsam Platz 5 der Liste mit jeweils 1.155 Siegen.[61]
- Beim Spiel gegen die Houston Rockets am 2. Januar 2016 erzielte Tim Duncan erstmals in seiner Karriere keinen einzigen Punkt. Es war sein 1360. NBA-Spiel. Es ist die längste solche Serie in der Liga-Geschichte.[62]
- Am 29. Januar 2016 beim Spiel gegen Detroit Pistons wurde LeBron James zum jüngsten Spieler in der NBA-Geschichte, der die Marke von 26.000 Karrierepunkten erreichte.[63]
- Am 25. Februar 2016 gelang Stephen Curry im 128. Spiel in Folge ein erfolgreicher Dreipunktewurf. Damit stellte er einen neuen NBA-Rekord für die meisten aufeinanderfolgenden Spiele mit mindestens einem erfolgreichen Dreipunktewurf auf und löste Kyle Korver ab, welcher in 127 aufeinanderfolgenden Spielen einen Dreier erzielen konnte.[64] 2 Tage später stellte Curry im Spiel gegen die Thunder den NBA-Rekord für die meisten Dreier in einem Spiel ein (12) und brach den eigenen Rekord für die meisten Dreier in einer Saison (288 nach dem Thunder-Spiel).[65]
- Ebenfalls am 27. Februar wurde Tim Duncan der fünfte Spieler in der Liga-Geschichte mit mind. 3.000 Karriere-Blocks und zudem überholte er Karl Malone in der Liste der meisten Karriere-Rebounds und liegt dort nun auf Platz 6.[66]
- Am 13. April 2016 beendeten die Golden State Warriors nach einem 125:104-Sieg gegen die Memphis Grizzlies die reguläre Saison mit dem neuen NBA-Rekord von 73 (von 82) gewonnenen Spielen.[67] Die bisherige Bestmarke hielten die Chicago Bulls mit 72 Siegen aus der Saison 1995/96. Beim Sieg gegen die San Antonio Spurs, der im Spiel zuvor den Rekord einstellte, fügten sie den Spurs gleichzeitig deren erste und einzige Heimniederlage der Saison zu,[68] nachdem diese zuvor 39-mal zu Hause ungeschlagen geblieben waren.